# 瑞士教育
瑞士的教育制度是一個複雜的區塊。教育事業的照護不只在於國家，而主要是以聯邦制度為基礎的各州的事務。

## 學校的責任
國家和各州分工教育事業的責任，各州享有很大的自治權。關於義務教育（基礎程度和進階程度第一級），在1980年代末期後，整個國家層面上學校變成從八月中開始。此外國家還制定法律保證一個自由的小學課程。高級中學生必須自己負擔教材的費用因此變的普遍。也有些州以學費的方式提高高級中學的費用，其並不包含在真正的教育費用裡。這是整個國家的責任。此外國家還確立學校符合品質的要求。
其餘方面各州在學前教育（幼稚園）及義務教育則有獨立的權限。
國家在更進一層的學校（進階程度第二級）有比較大的權限。然而各州對於執行是有義務的，並且有義務負起責任。因此各州規定畢業考，證書（根據學業、職業畢業考、畢業考的能力成績）由國家頒發或承認。
在第三級程度的權限同樣也是分工的。國家負責較高級的職業教育的規章，這意味著，國家對對較高級的職業學校如專科學校（FH）和兩種科技大學（ETH）負責。在大學方面的照護則是由各州負責。他們在經濟上由國家資助。
由於這個事實，在瑞士並沒有一個統一的教育制度，而是26種不同的教育制度—每個州一種。

## 義務教育學校
教育義務的確立，基礎學校、進階程度第一級和進階程度第二級裡分級數的期限都因各州而異。在瑞士大約有200個家庭依法在家教育或是有不去學校上課的需求。在各州裡學校的義務對於學校種類也有很大的差異。教材和課本大都由各州各自的政府製作和販賣。這甚至影響到，直到不久前Graubünden州印刷了五種瑞托羅馬語的每個語言的教材。
當一些州開始在初級班教英語時，在其他州的進階程度第一級裡已經有人在學第一種外語了。而且第一種外語的選擇也不相同。大部分的德語瑞士州首先開始學法語，再來才是英語。然而目前的趨勢卻相反。Uri州反而先開始教義大利語。在法語區、義大利語區、瑞托羅馬語區大部分是先開始教德語，其次是英語。其他的語言（第三世界的語言，拉丁語和部分古希臘語）大部分是自由選修。在其他的專業科目裡也是不一樣地進行。然而在所有義務教育結束後所有人的程度大致相同。

## 學科
義務教育裡的一般學科為：語言、歷史、數學和幾何學、自然科學學科（生物學、化學、物理學）、兩門外語、工藝、體操和體育。此外還有許多其他副科。

## 總結
從上述所提及的各個原因可以用下面的表格作為估計的解釋。
| 年齡  | 學校            |
| ----- | --------------- |
| 6     | 學前教育程度    |
| 6-12  | 基礎程度        |
| 11-15 | 進階程度第一級1 |
| 15-19 | 進階程度第二級  |
| ab 19 | 第三級程度      |

1根據進階程度第一級的結果：學校義務教育的結束
學前教育程度：在大部分的州是自由的；部分是州立，部分是地方組織的
國民學校：義務的國家學校，期限九年，分成基礎學校和進階學校
基礎程度：（基礎學校）根據州為4年，大都為5或6年；經常分為低年級和中年級，部分也分成三個等級
一些州在基礎程度和進階程度之間還有一或兩年的引導學校。
進階程度第一級：根據州二或三年，依據程度；期限二至五年（依據基礎學校的時間長短）。在一些州最高級的程度有預先高級中學的特色。名稱非常不同，而且同樣的名稱在不同的州有不一樣的意義。

## 國民學校和進階的學校
| 年齡                             | 深的程度                                               | 平均的程度             | 較高的程度                   |
| -------------------------------- | ------------------------------------------------------ | ---------------------- | ---------------------------- |
| 5-7 學前教育程度                 | 幼稚園 期限: 1-3 年                                    | 幼稚園 期限: 1-3 年    | 幼稚園 期限: 1-3 年          |
| 7-12 (或 7-13) 基礎程度          | 基礎程度 期限: 5-6 年                                  | 基礎程度 期限: 5-6 年  | 基礎程度 期限: 5-6 年        |
| 12-16 (或 13-16) 進階程度第一級3 | 實科中學1 期限: 3-4 年                                 | 進階學校1 期限: 3-4 年 | 地區學校1 期限: 3-4 年       |
| 12-16 (或 13-16) 進階程度第一級3 | \| 實科中學2 期限: 3-4 年 \| 進階學校2 期限: 3-4 年 \| |                        |                              |
| 15-19 進階程度第二級             | 職業教導                                               | 教育                   | BMS的教育 州立學校4 DMS, WDS |
| 實科中學2 期限: 3-4 年           | 進階學校2 期限: 3-4 年                                 |                        |                              |

- 1在各州裡有三種高級程度學校的分類，這裡以Aargau州的學校為例
- 2在各州裡有兩種高級的分類，這裡以St. Gallen州的學校為例
- 3高級程度學校的名稱這裡是以Aargau州或St. Gallen州為代表
- 4根據州也稱為中級學校或高級中學。
- 5在Basel-Stadt州學校制度是以1990年代的改革為基礎

## 進階的學校和學業
| 教育                          | BMS的教育             | 州立學校                 |
| ----------------------------- | --------------------- | ------------------------ |
| 教育 3-4 年                   | BMS的教育 3-4 年      | 州立學校 4 年            |
| 較高級的專科學校 (HF)1 2-3 年 | 專科學校 (FH)1 3-4 年 | 大學/研討課程2 大約 4 年 |

- 1職業隨同是可能的
- 2例如關於教育學的研討課程

## 外部連結
各州教育局的瑞士會議（EDK） （页面存档备份，存于）